# فرد إيفانز (لاعب كرة قدم أمريكية)
فرد إيفانز (بالإنجليزية: Fred Evans)‏ هو لاعب كرة قدم أمريكية أمريكي، ولد في 6 نوفمبر 1983 في شيكاغو في الولايات المتحدة.

## السنوات الأولى
كان إيفانز أحد لاعبي خط الانطلاق ثنائي الاتجاه عندما كان يدرس في مدرسة مورغان بارك الثانوية بـ شيكاغو، والتي تُعرف عمومًا بأنها واحدة من أفضل خمس مدارس ثانوية في نظام مدرسة شيكاغو العامة. أثناء وجوده هناك، لعب جنبًا إلى جنب مع لاعب خط وسط الدوري الوطني لكرة القدم الأمريكية (بالإنجليزية: NFL) المستقبلي، كوري ميس.

## وصلات خارجية
- فرد إيفانز على موقع مرجع كرة القدم المحترفة.كوم (الإنجليزية)